# 뇌심혈관계 질환
뇌심혈관계 질환(惱心血管系 疾患)은 뇌 혈관이나 심장 혈관에 혈류에 이상이 생겨 발생하게 되는 질병이다. 최근 현대 직장인들의 주요 위험 업무상 질병 중 하나로 부각되고 있다.

## 같이 보기
- 뇌졸중